# Força Aérea Real
A Força Aérea Real ou Real Força Aérea (em inglês:  Royal Air Force; RAF) é o braço aéreo das Forças Armadas do Reino Unido. É a força aérea independente mais antiga do mundo.
Foi criada em 1 de abril de 1918, durante a Primeira Guerra Mundial, pela mescla do Corpo Real de Voo (Royal Flying Corps) e do Serviço Aeronaval Real (Royal Naval Air Service). Desde lá, teve um importante papel na história militar britânica, especialmente na Segunda Guerra Mundial. Nesse conflito, durante a Batalha da Inglaterra, a RAF teve grande importância defensiva.
Apesar da superioridade numérica dos nazistas, os ingleses conseguiram enfrentá-los, devido a uma arma secreta: o radar. Causaram assim cerca de 2 500 mortes na Luftwaffe, destruindo 1 887 aviões alemães, e perderam 544 homens e 1 547 aeronaves. Nessa época teve grande importância os caças Spitfire, que enfrentavam os caças de escolta alemães, e os Hurricane, encarregados de abater os bombardeiros. O radar diminuía a necessidade de voos de patrulha, e assim, os caças da RAF poderiam se concentrar para atacá-los. Posteriormente, junto às forças aéreas do exército dos Estados Unidos (USAAF), teve um papel marcante nos bombardeios sobre o continente europeu e nas batalhas sobre a Alemanha que acabaram destruindo a força aérea de Hitler.
Mais recentemente, atuou no Iraque e continua atuando em outras zonas de guerra, sendo uma das forças aéreas mais modernas do mundo. A RAF possui mais de 1 000 aeronaves e, em 2007, 45 710 de pessoal regular. Hoje a RAF tem como aeronaves de ataque e apoio ofensivo os caças Tornado GR4, Harrier GR9 e o Eurofighter Typhoon FGR4. As aeronaves de defesa aérea e alerta aéreo antecipado são o Eurofighter Typhoon F2 e o Tornado F3. As aeronaves de reconhecimento são o Sentry AEW1, o Nimrod R1, o Sentinel R1 e o MQ-9 Reaper.

## Fotos

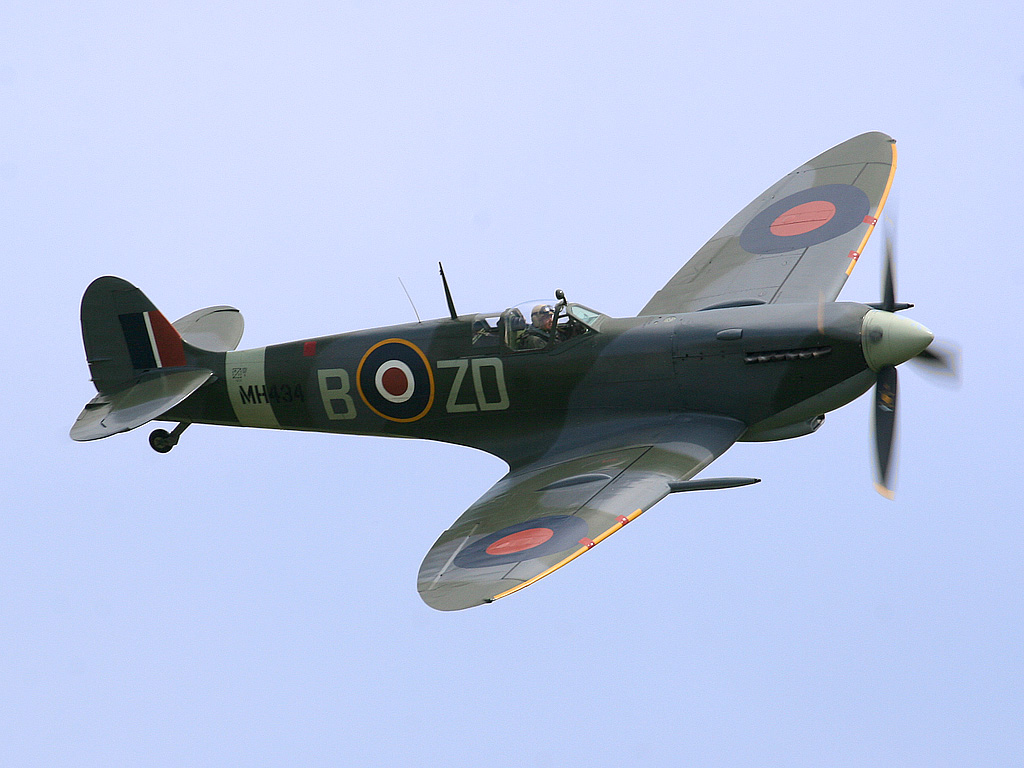
Supermarine Spitfire.
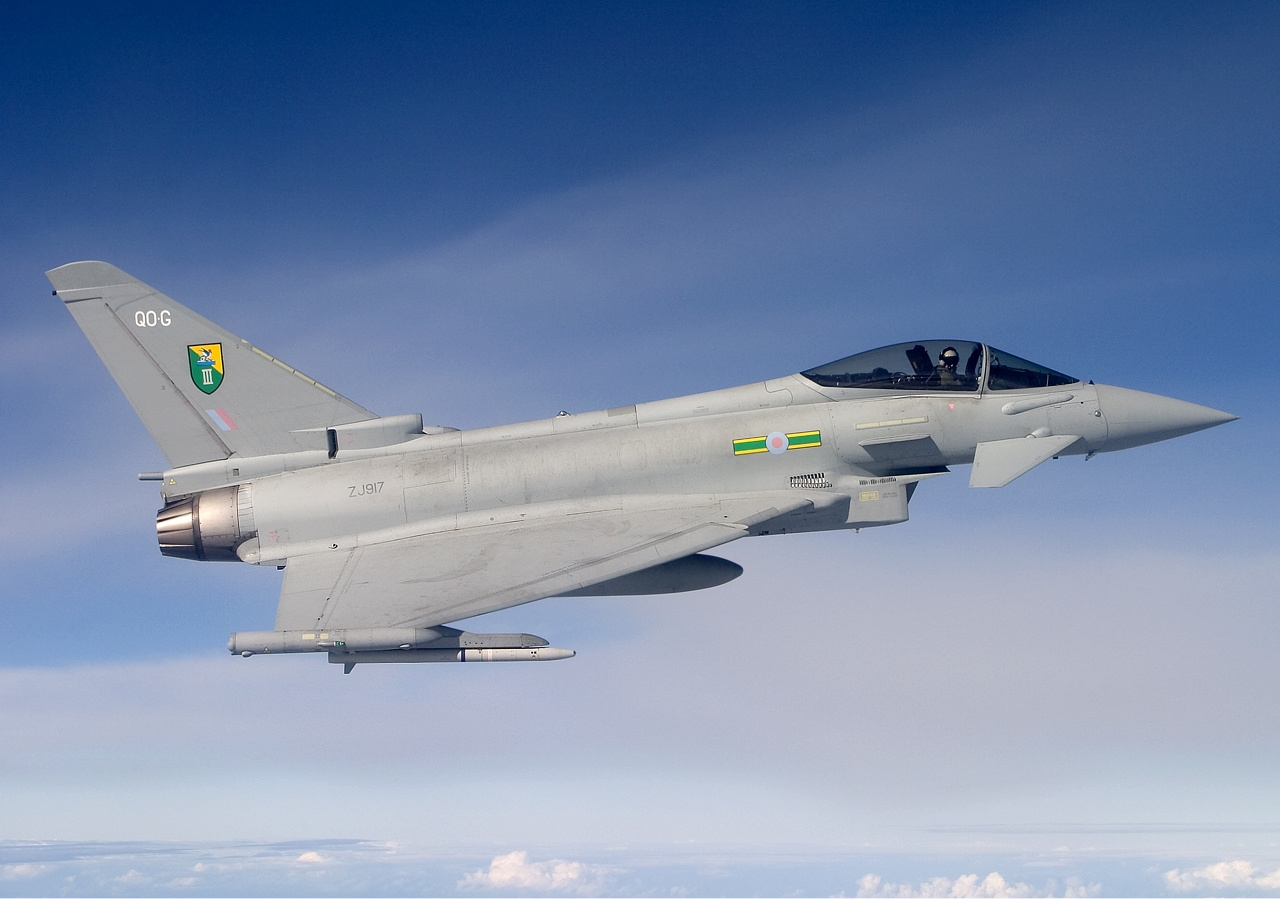
Um caça Typhoon britânico.
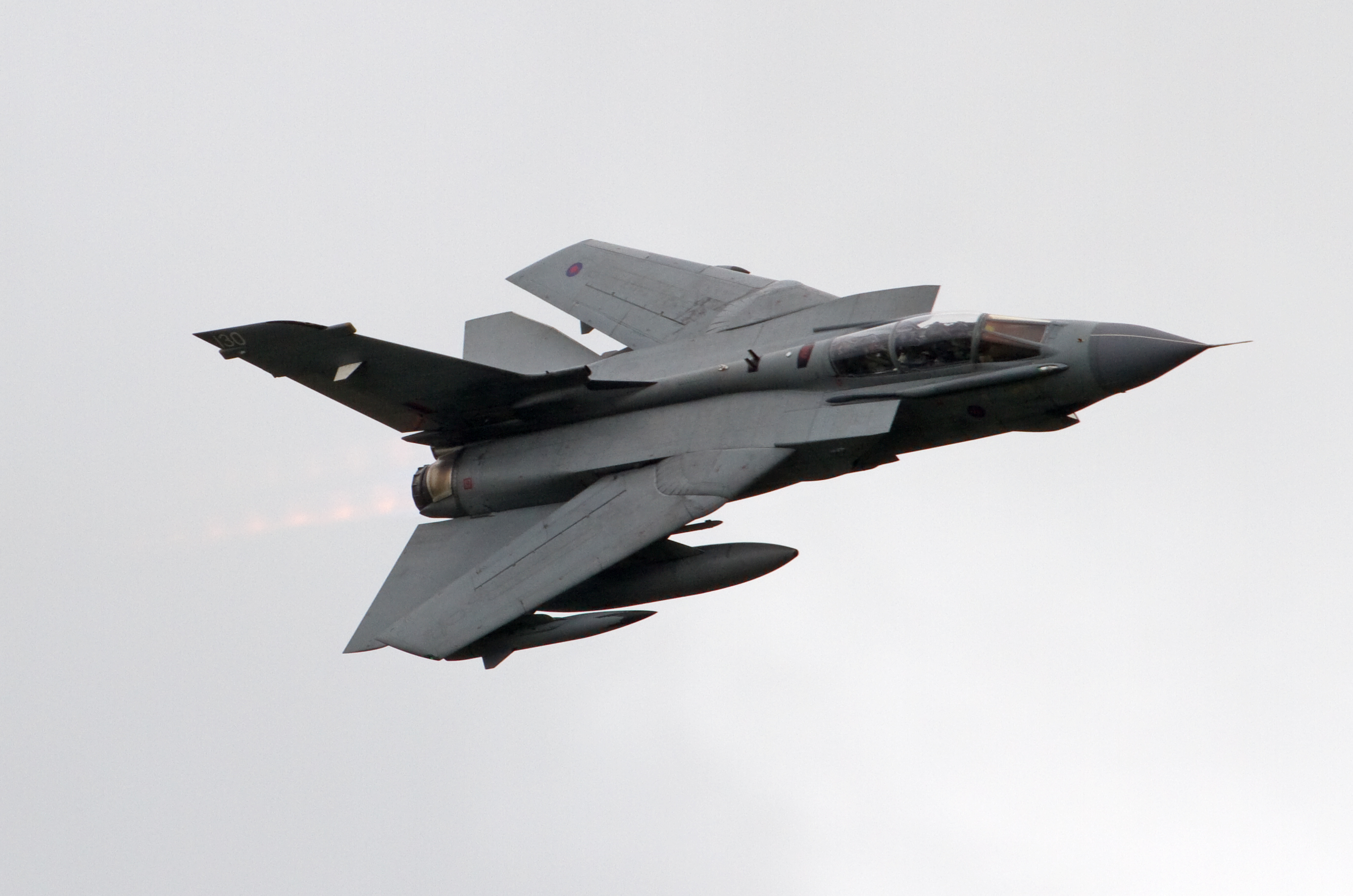
Um Tornado GR4.
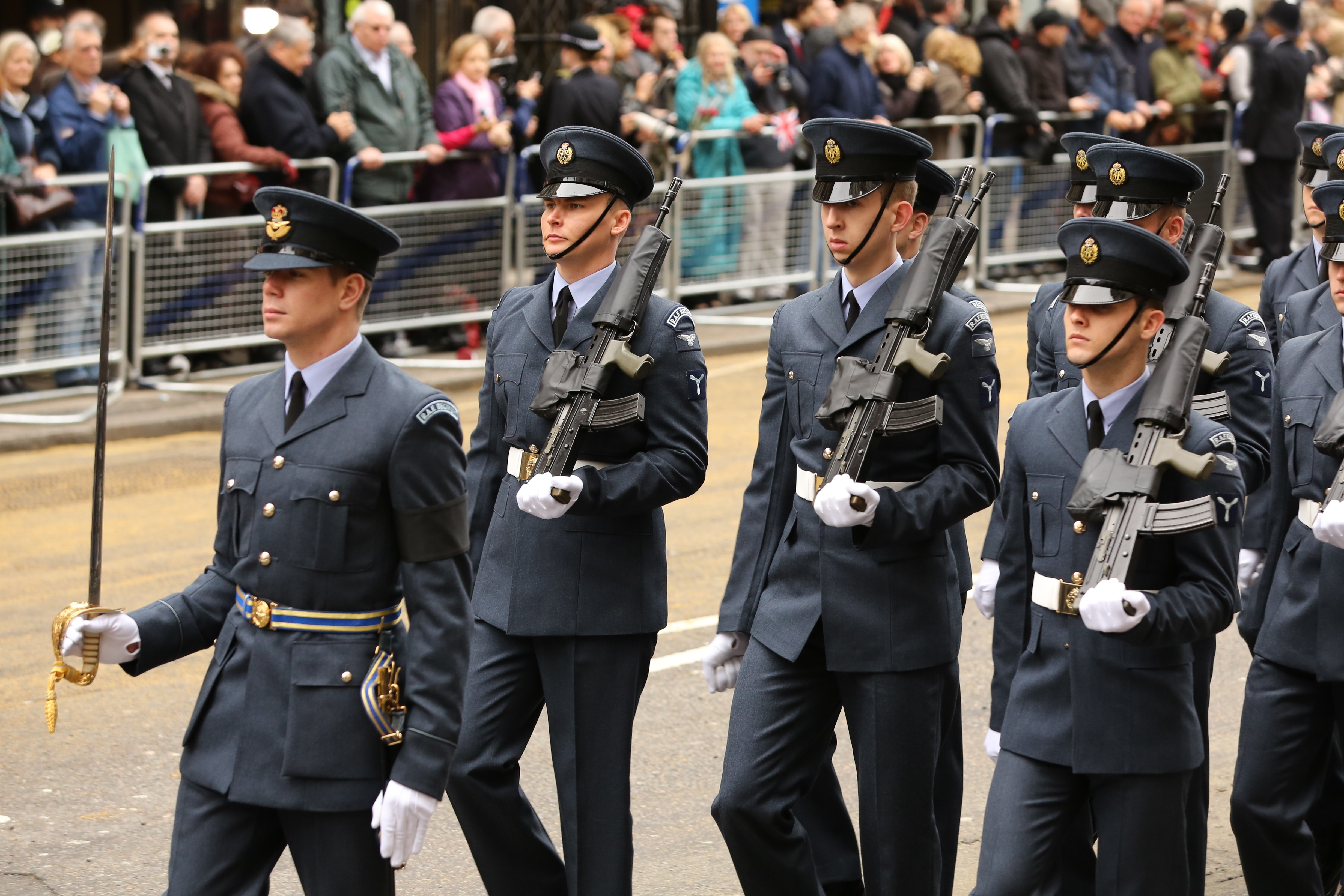
Militares do regimento da RAF.
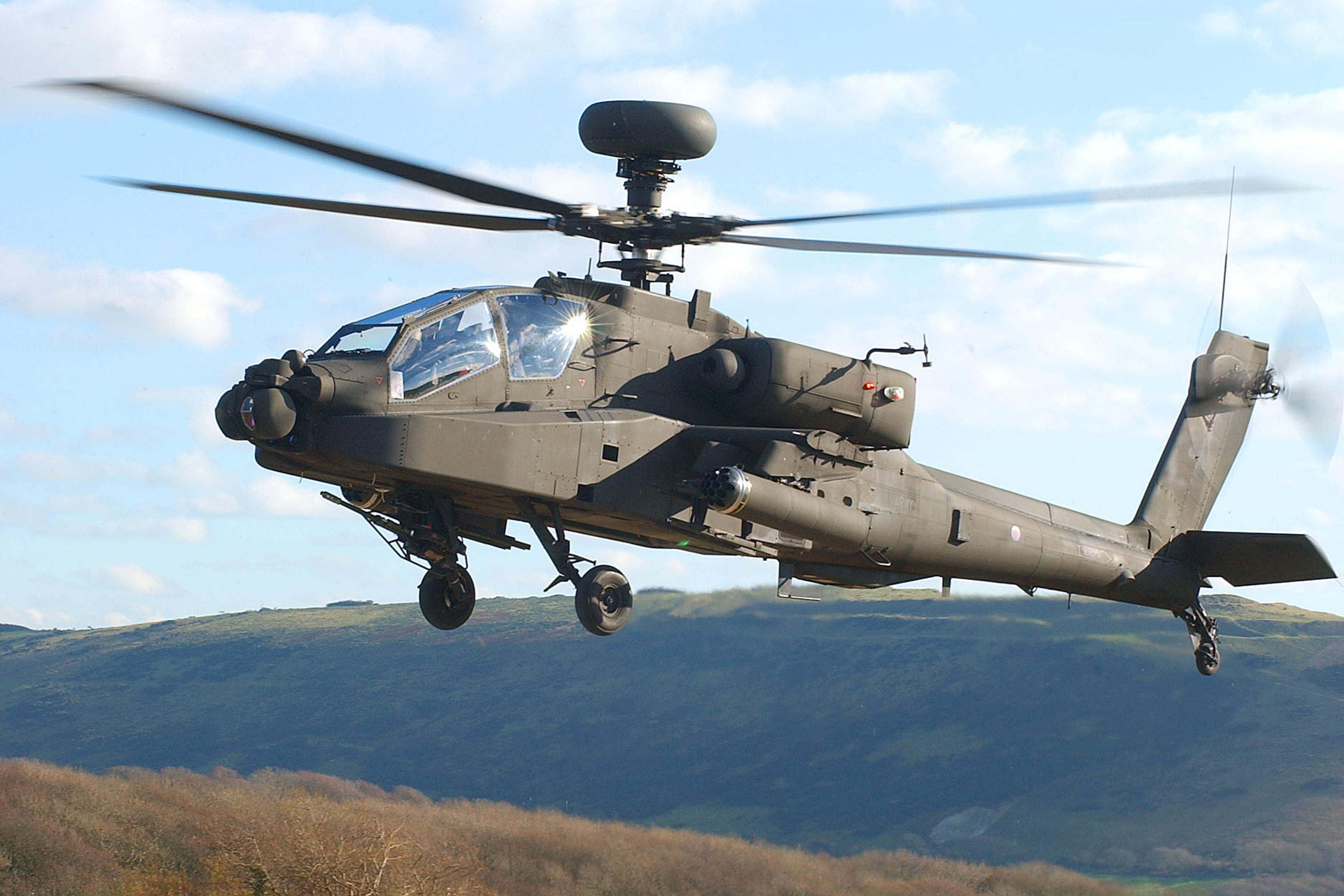
Um AgustaWestland Apache inglês.
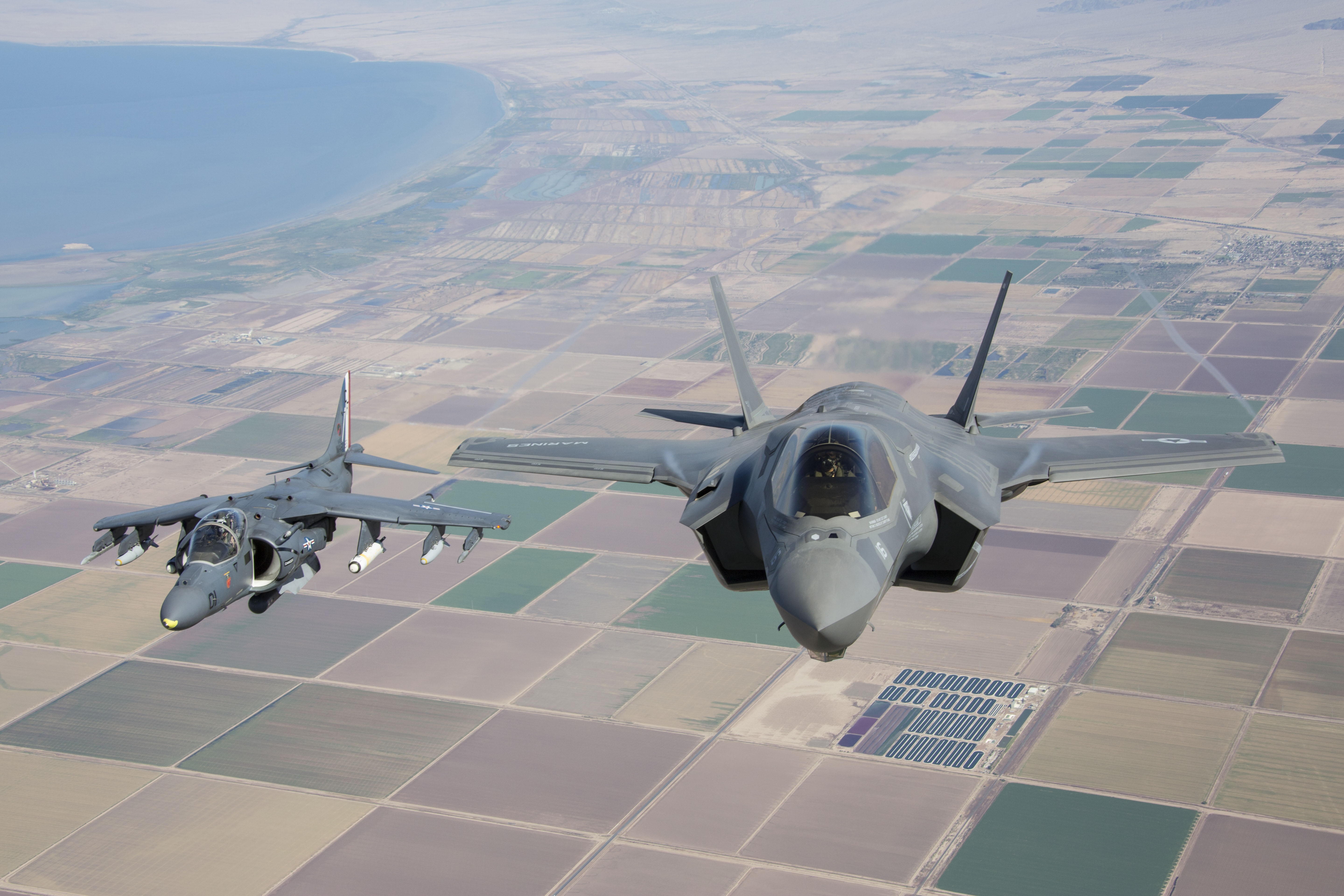
Um AV-8B e um F-35B britânicos.